# Coracina temminckii
El oruguero de Temminck (Coracina temminckii) es una especie de ave paseriforme de la familia Campephagidae endémica de Célebes, en Indonesia. Su hábitat natural son las selvas tropicales húmedas tropicales tanto de zonas bajas como de montaña.

## Descripción
El adulto del oruguero de Temminck es un ave característica que mide unos 30 cm de largo. El macho es de color azul grisáceo, con tonos de azul cobalto en las alas y cola, y con el lorum negruzco. La hembra es similar aunque de tonos más apagados.

## Biología
El oruguero de Temminck habita en el bosque primario y bosque secundario maduro hasta elevaciones de unos 2000 metros. A menudo forma grupos pequeños y se estima se alimenta de insectos. Se sabe poco de sus hábitos reproductivos pero se ha observado juveniles en octubre. Uno de los sitios en los cuales se ha observado esta ave es la Reserva Natural Gunung Ambang.